# Schloss Ennery

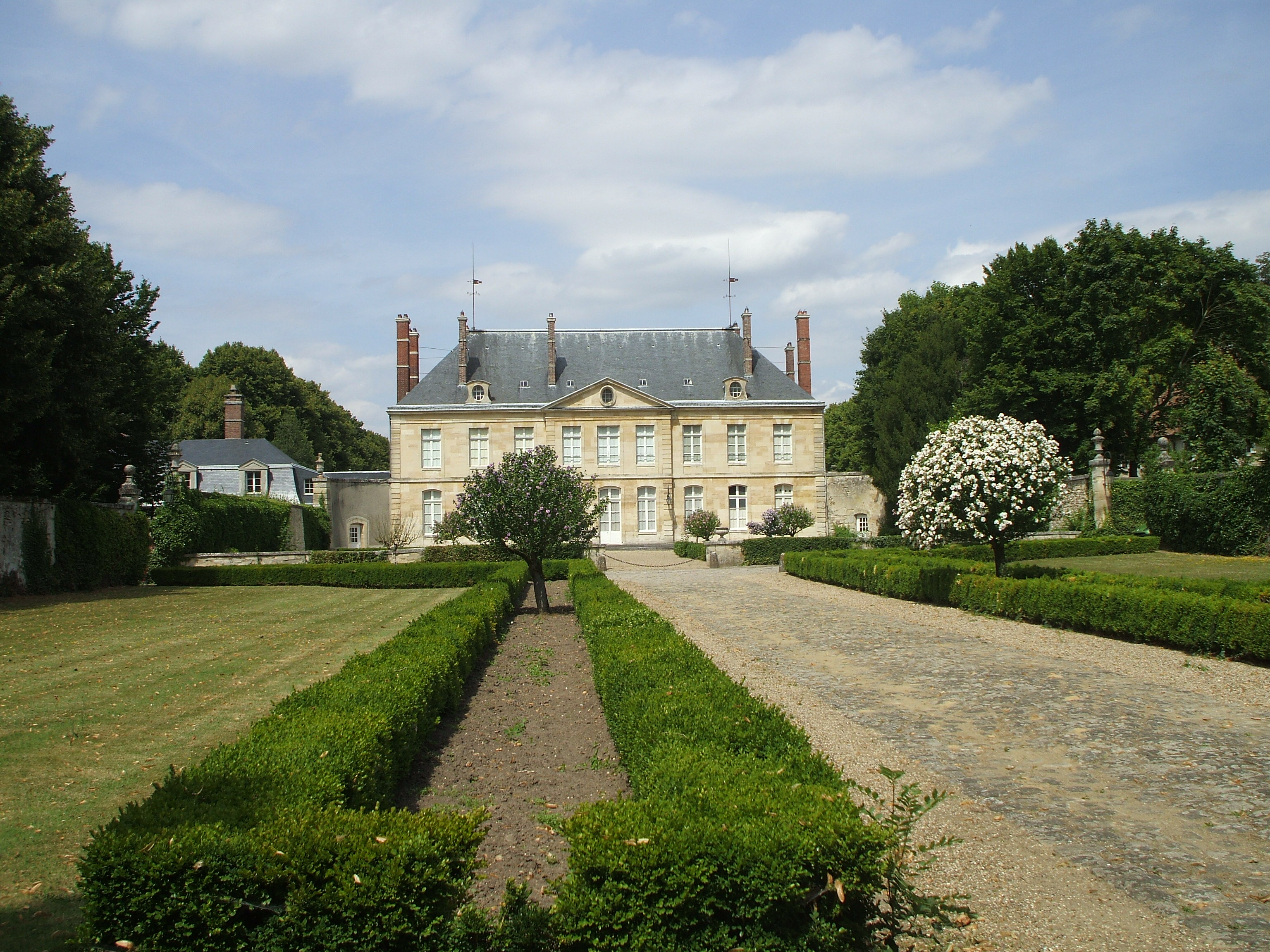
Schloss Ennery, 2008

Das Schloss Ennery (französisch Château d’Ennery) steht in Ennery, einer französischen Gemeinde im Département Val-d’Oise in der Region Île-de-France. Das Bauwerk wurde 1680 errichtet und steht seit 1942 als Monument historique auf der Liste der Baudenkmäler in Frankreich.
Das zweigeschossige Bauwerk im Stil von Jules Hardouin-Mansart wurde für Jacques d'Ailly erbaut. Die Hauptfassade mit neun Fensterachsen wird durch einen Mittelrisaliten, der drei Achsen einnimmt, symmetrisch gegliedert. Der Risalit wird von einem Dreiecksgiebel mit Ochsenauge bekrönt.
Das Schloss war bis zu seinem Tod im Besitz von Victor-Thérèse Charpentier, Graf d'Ennery. 1776 erbte seine Tochter Pauline Louise Françoise de Paule d'Ennery, die 1784, im Alter von 13 Jahren, mit Pierre-Marc-Gaston de Lévis, dem zweiten Herzog von Lévis, verheiratet wurde, den Besitz.